# Stepan Smolenski
Stepan Vassilievitch Smolenski (Сте́пан Васи́льевич Смоле́нский, parfois Smolensky), né le 3/15 octobre 1848 à Kazan et mort le 19 juillet/1er août 1909 à Vassilsoursk, est un directeur de chœur et musicologue russe, spécialisé dans le chant ancien russe.

## Biographie
Il naît dans une famille d'universitaires proche  de la tradition de l'Église orthodoxe russe. Son grand-père maternel est professeur au séminaire de Saint-Pétersbourg et il a un oncle, professeur à l'université de Kazan. Son père, fils de diacre, est au moment de la naissance de Stepan, secrétaire de l'archevêque de Kazan, Grégoire.
Smolenski étudie au 2e lycée de garçons de Kazan; il est diplômé des facultés de droit et de philologie de l'université de Kazan en 1872 et continue à prendre des cours privés de violon et de piano, tout en dirigeant une chorale d'étudiants. Il s'intéresse dè le début des années 1870 au chant ancien d'Église et commence à publier des livres sur le chant znamenny et un catalogue de manuscrits de la bibliothèque du monastère Solovetski.
Il s'installe en 1889 à Moscou, devenant professeur d'histoire et de théorie de la musique d'Église au conservatoire de Moscou après la mort de Dmitri Razoumovski. En même temps, il devient directeur du chœur synodal à l'école synodale de Moscou, succédant à Vassili Sergueïevitch Orlov: son succès à ces postes le fait nommer directeur de la chapelle de la Cour à Saint-Pétersbourg, le 6/19 mai 1901, poste qu'il occupe jusqu'en 1903. Il fait ensuite un voyage d'études au mont Athos et il en publie divers manuscrits anciens de chant. Il retourne en 1907 à Saint-Pétersbourg où il ouvre une école privée de direction chorale.
À l'été 1908, Smolenski donne une conférence à Moscou sur les cours de direction chorale, puis il prend le vapeur sur la Volga pour se rendre à Kazan; mais il tombe malade, il est débarqué à Vassilsoursk où il meurt subitement.
Parmi ses élèves les plus connus, l'on peut citer Serge Rachmaninov, Sergueï Vassilenko et Pavel Tchesnokov.